# Střelná věž
Střelná věž sloužila k hromadné výrobě olověných kulí do palných zbraní. Principem bylo prohození roztaveného olova přes měděné síto v horní části věže tak, aby padající kapky olova, oddělené navzájem sítem, za letu ztuhly a vytvořily olověné kulky. Dole bývala vodní lázeň. Výška věže musela být taková, aby olovo za letu ztuhlo. Pravděpodobně nejvyšší dosud existující střelná věž je v britském Chesteru, má přes 50 metrů.